# Seznam drobných sakrálních staveb v Plzni
Seznam drobných sakrálních staveb v Plzni zahrnuje boží muka a nejrůznější venkovní křížky (krucifixy). Do kategorie drobných sakrálních staveb spadají rovněž kaple, ať už interiérové samostatně stojící, či jako součásti jiných objektů, nebo kaple výklenkové. O těchto objektech je pojednáno v samostatném Seznamu kaplí v Plzni. Řada těchto drobných staveb je památkově chráněna.

## Boží muka
Seznam obsahuje boží muka a obdobné objekty umístěné na území města Plzně. Jejich umístění je dnes často druhotné, tak, jak si to vyžádal stavební rozvoj města. Mezi nejcennější patří soubor památkově chráněných božích muk dnes umístěných v prostoru vesnické památkové zóny Bolevec. Některá boží muka zanikla či jsou, jako například boží muka dříve stojící v Sadech Pětatřicátníků, uložena v městských skladištích.
| Název                                   | Foto | Galerie                                                                          | Umístění                         | Památková ochrana                                                  | Popis |
| --------------------------------------- | ---- | -------------------------------------------------------------------------------- | -------------------------------- | ------------------------------------------------------------------ | --- |
| Boží muka U Řezníka                     |      | Kategorie „Boží muka U Řezníka (Plzeň)“ na Wikimedia Commons                     | 49°47′54″ s. š., 13°22′15″ v. d. | Evidováno pod rejstříkovým číslem 30861/4-4482 (Pk•MIS•Sez•Obr•WD) | Pískovcová boží muka při cestě do Ledců |
| Boží muka v Černicích                   |      | Kategorie „Boží muka v Černicích (Plzeň)“ na Wikimedia Commons                   | 49°41′37″ s. š., 13°24′55″ v. d. | Evidováno pod rejstříkovým číslem 100188 (Pk•MIS•Sez•Obr•WD)       | Barokní pískovcová boží muka s letopočtem 1742 |
| Boží muka v ulici Edvarda Beneše        |      | Kategorie „Boží muka v ulici Edvarda Beneše (Plzeň)“ na Wikimedia Commons        | 49°43′47″ s. š., 13°22′34″ v. d. |                                                                    | Pískovcová boží muka s kamenným křížkem |
| Boží muka v Radčicích                   |      | Kategorie „Boží muka v Radčicích (Plzeň)“ na Wikimedia Commons                   | 49°45′44″ s. š., 13°19′39″ v. d. | Evidováno pod rejstříkovým číslem 47233/4-1566 (Pk•MIS•Sez•Obr•WD) | Druhotně umístěná boží muka v Radčicích |
| Boží muka v areálu Plzeňského Prazdroje |      | Kategorie „Boží muka v areálu Plzeňského Prazdroje (Plzeň)“ na Wikimedia Commons | 49°44′49″ s. š., 13°23′11″ v. d. | Evidováno pod rejstříkovým číslem 68489/4-5020 (Pk•MIS•Sez•Obr•WD) | Boží muka původně stojící v Doubravecké ulice na tehdejším rozhraní Plzně a Doubravky. Přesunuta v souvislosti s rozvojem pivovaru                                  |
| Pechatovská boží muka                   |      | Kategorie „Pechátovská Boží muka (Plzeň)“ na Wikimedia Commons                   | 49°46′34″ s. š., 13°22′38″ v. d. | Evidováno pod rejstříkovým číslem 18633/4-4480 (Pk•MIS•Sez•Obr•WD) | Boží muka, správněji Sloup u Panenky Marie, původně stával zhruba v místech dnešní konečné stanice tramvaje číslo 4 na Košutce                                      |
| Boží muka u Plaské ulice                |      | Kategorie „Boží muka v Plaské ulici (Plzeň)“ na Wikimedia Commons                | 49°46′33″ s. š., 13°22′46″ v. d. | Evidováno pod rejstříkovým číslem 34376/4-4478 (Pk•MIS•Sez•Obr•WD) | Původně bývala boží muka vestavěna ve zdi statku v Ledecké ulici a pojí se k nim pověst o kaprálovi a sedlákovi, na místě jehož skonu byla tato boží muka vystavěna |
| Boží muka ve Vyšehradské ulici          |      | Kategorie „Boží muka ve Vyšehradské ulici (Plzeň)“ na Wikimedia Commons          | 49°44′12″ s. š., 13°24′29″ v. d. |                                                                    | Replika božích muk s kovovým křížkem poblíž mostu přes Úslavu |
| Boží muka u Kamenného rybníka           |      | Kategorie „Boží muka u Kamenného rybníka (Plzeň)“ na Wikimedia Commons           | 49°47′20″ s. š., 13°22′57″ v. d. |                                                                    | Pozůstatek božích muk postavených jako výraz díků rodin, které se zachránily při náletu spojeneckých vojsk dne 16.12.1944                                           |
| Boží muka v Doudlevcích                 |      | Kategorie „Boží muka v Doudlevcích (Plzeň)“ na Wikimedia Commons                 | 49°43′18″ s. š., 13°23′13″ v. d. | Evidováno pod rejstříkovým číslem 102176 (Pk•MIS•Sez•Obr•WD)       | Boží muka ve Zborovské ulici v Doudlevcích |
| Boží muka v Bolevci                     |      | Kategorie „Boží muka v Bolevci (Plzeň)“ na Wikimedia Commons                     | 49°46′38″ s. š., 13°22′30″ v. d. | Evidováno pod rejstříkovým číslem 26553/4-4477 (Pk•MIS•Sez•Obr•WD) | Boží muka stávala naproti hospodě „Na sudech“ u zahrady nazývané Chmelnice                                                                                          |
| Gryspekovská boží muka                  |      | Kategorie „Gryspekovská Boží muka (Plzeň)“ na Wikimedia Commons                  | 49°46′37″ s. š., 13°22′33″ v. d. | Evidováno pod rejstříkovým číslem 34106/4-4479 (Pk•MIS•Sez•Obr•WD) | Dříve stávala tato boží muka, nazývaná dle rodu Gryspeků z Gryspachu, u rozcestí cest, dnes ulic K Prokopávce a U Velkého rybníka                                   |

## Kříže
Do seznamu křížků jsou zařazeny nejen sakrální objekty, zejména krucifixy, ale i nejrůznější křížky a kříže pamětní. Mimo uvedené objekty byla na území města Plzně celá řada dalších křížů zachycených na soudobých a zejména pak historických mapách, jako např. dřevěný kříž u boleveckého hřbitova, ze kterého zbyla jen patka na úrovni terénu (obnoveno v roce 2018), kamenný kříž s klekátkem na rozcestí bývalé litické a dobřanské cesty připomínající popravu cikána Janečka v roce 1871 či celá řada křížů v okolí cesty z Plzně do Města Touškova. Do seznamu nejsou zahrnuty kříže umístěné na hřbitovech, piety či kříže jako součásti větších sakrálních objektů.
| Název                             | Foto | Galerie                                                               | Umístění                         | Památková ochrana                                                  | Popis |
| --------------------------------- | ---- | --------------------------------------------------------------------- | -------------------------------- | ------------------------------------------------------------------ | --- |
| Kříž u Radobyčic                  |      | Kategorie „Kříž u Radobyčic (Plzeň)“ na Wikimedia Commons             | 49°41′58″ s. š., 13°24′2″ v. d.  |                                                                    | Jedná se o dřevěný kříž zasazený kamenném podstavci opatřený dnes již nečitelným nápisem při cestě z Radobyčic do Hradiště |
| Kříž na Radobyčické návsi         |      | Kategorie „Kříž na Radobyčické návsi (Plzeň)“ na Wikimedia Commons    | 49°41′47″ s. š., 13°23′56″ v. d. |                                                                    | Jedná se o kovový kříž zasazený v pískovcovém dříku, který je v přední části opatřen torzem kamenného anděla a níže černou deskou s nápisem „Obnoveno 1943“ |
| Pechmanův kříž v Doudlevcích      |      | Kategorie „Pechmanův kříž v Doudlevcích (Plzeň)“ na Wikimedia Commons | 49°43′26″ s. š., 13°23′14″ v. d. |                                                                    | Kříž pořízený Matesem Pechmanem v roce 1861 umístěný na nároží ve Zborovské ulici v Doudlevcích |
| Smírčí kámen na Dostálce          |      | Kategorie „Křížový kámen na Dostálce (Plzeň)“ na Wikimedia Commons    | 49°47′19″ s. š., 13°22′28″ v. d. | Evidováno pod rejstříkovým číslem 24420/4-4481 (Pk•MIS•Sez•Obr•WD) | Smírčí, též zvaný křížový kámen, je pískovcový blok s reliéfy latinského a rovnoramenného kříže |
| Kříž v údolí Merán                |      | Kategorie „Kříž v údolí Meran (Plzeň)“ na Wikimedia Commons           | 49°47′39″ s. š., 13°23′24″ v. d. |                                                                    | Pamětní křížek s iniciálami W.B. v údolí Meran |
| Kříž u Míky                       |      |                                                                       | 49°47′30″ s. š., 13°22′6″ v. d.  |                                                                    | Kříž na památku boleveckého dřevorubce Františka Míky, kterého dne 23. února 1950 zabil padající strom. Původní dřevěný kříž nedochován, kamenný křížek s pamětní deskou obnoven 19. března 2015 |
| Kříž ve Lhotě                     |      | Kategorie „Kříž ve Lhotě (Plzeň)“ na Wikimedia Commons                | 49°41′30″ s. š., 13°19′10″ v. d. |                                                                    | Kovový provizorní křížek v kamenném dříku |
| Kříž v ulici K Merfánům           |      | Kategorie „Kříž v ulici K Merfánům (Plzeň)“ na Wikimedia Commons      | 49°43′58″ s. š., 13°18′39″ v. d. |                                                                    | Krucifix v soklu se štítkem "Bože ochraňuj havíře" odkazující na hornickou činnost provozovanou v minulosti v této lokalitě |
| Kříž v Újezdě                     |      | Kategorie „Kříž v Újezdě (Plzeň)“ na Wikimedia Commons                | 49°45′46″ s. š., 13°26′11″ v. d. |                                                                    | Kovový kříž v kamenném soklu |
| Kříž v Radčicích                  |      | Kategorie „Kříž v Radčicích (Plzeň)“ na Wikimedia Commons             | 49°45′50″ s. š., 13°19′27″ v. d. |                                                                    | Kamenný kříž pořízený obcí Radčice roku 1906 |
| Kříž v Mikulášské ulici           |      | Kategorie „Kříž v Mikulášské ulici (Plzeň)“ na Wikimedia Commons      | 49°44′29″ s. š., 13°23′11″ v. d. |                                                                    | Kovový krucifix v kamenném dříku s deskou nesoucí údaje o věnování z roku 1862 |
| Černý kříž u boleveckého hřbitova |      | Kategorie „Cerny kříž v Bolevci“ na Wikimedia Commons                 | 49°46′51″ s. š., 13°23′10″ v. d. |                                                                    | Dřevěný kříž usazený roku 2018 do původní betonové patky |
| Kříž v Malém Bolevci              |      | Kategorie „Kříž v Malém Bolevci (Plzeň)“ na Wikimedia Commons         | 49°47′5″ s. š., 13°21′42″ v. d.  |                                                                    | Dřevěný krucifix |
| Kříž v lese u Petrovky            |      | Kategorie „Kříž u Petrovky (Plzeň)“ na Wikimedia Commons              | 49°47′5″ s. š., 13°21′42″ v. d.  |                                                                    | Dřevěný kříž se stříškou |
| Kříž v Koterově                   |      | Kategorie „Kříž v Koterově (Plzeň)“ na Wikimedia Commons              | 49°42′52″ s. š., 13°25′38″ v. d. |                                                                    | Kamenný kříž věnovaný rodinou Ottovou roku 1940 |
| Kříž v Domažlické ulici           |      | Kategorie „Kříž v Domažlické ulici (Plzeň)“ na Wikimedia Commons      | 49°44′18″ s. š., 13°20′10″ v. d. |                                                                    | Torzo kříže, z něhož se zachoval pouze pískovcový sokl |
| Kříž v Chrástecké ulici           |      | Kategorie „Kříž v Chrástecké ulici (Plzeň)“ na Wikimedia Commons      | 49°45′26″ s. š., 13°24′47″ v. d. |                                                                    | Kovový krucifix v kamenném soklu |
| Kříž v Červeném Hrádku            |      | Kategorie „Kříž v Červeném Hrádku (Plzeň)“ na Wikimedia Commons       | 49°45′41″ s. š., 13°27′47″ v. d. |                                                                    | Kovový krucifix k kamenném soklu, jehož vrchní část je tvořena kamínkovou mozaikou |
| Kříž v Černicích                  |      | Kategorie „Kříž v Černicích (Plzeň)“ na Wikimedia Commons             | 49°41′57″ s. š., 13°25′5″ v. d.  |                                                                    | Kamenný kříž v věnováním Josefa a Kateřiny Egermaierových z roku 1910 |
| Kříž u kyjovské poutní kaple      |      | Kategorie „Kříž u kyjovské poutní kaple (Plzeň)“ na Wikimedia Commons | 49°46′21″ s. š., 13°19′11″ v. d. |                                                                    | Dřevěný krucifix poblíž poutní kaple vysvěcený roku 1936 |
| Kříž v Plzeňské ulici             |      | Kategorie „Kříž v Plzeňské ulici (Plzeň)“ na Wikimedia Commons        | 49°45′6″ s. š., 13°19′32″ v. d.  |                                                                    | Torzo kovového kříže zasazeného v pískovcovém sloupku zakončeném osmibokou deskou |
| Pechmanův pamětní kříž            |      | Kategorie „Pechmanův pamětní kříž (Plzeň)“ na Wikimedia Commons       | 49°43′1″ s. š., 13°22′55″ v. d.  | Evidováno pod rejstříkovým číslem 101052 (Pk•MIS•Sez•Obr•WD)       | Kovový krucifix zasazený do válcového sloupku na čtyřboké patce |
| Kříž v Radobyčicích               |      | Kategorie „Kříž v Radobyčicích (Plzeň)“ na Wikimedia Commons          | 49°41′49″ s. š., 13°23′34″ v. d. |                                                                    | Kovový kříž ve válcovém dříku s vročením 1906 |
| Kříž na Chrastech                 |      | Kategorie „Kříž na Chrastech (Plzeň)“ na Wikimedia Commons            | 49°44′30″ s. š., 13°17′53″ v. d. |                                                                    | Kovový kříž nízkém dříku s datací obnovení 14.8.2007 |
| Kříž při cestě do Radčic          |      | Kategorie „Kříž u Radčic (Plzeň)“ na Wikimedia Commons                | 49°45′33″ s. š., 13°20′13″ v. d. |                                                                    | Křížek se nachází na jedné ze skal pískovcového masivu Čertova kazatelna při cestě z Plzně do Radčic |
| Kříž u cesty z Křimic do Vejprnic |      | Kategorie „Kříž u Vejprnic (Plzeň)“ na Wikimedia Commons              | 49°44′27″ s. š., 13°17′16″ v. d. |                                                                    | Kovový krucifix v kamenném dříku |
| Kříž u křimického hřbitova        |      | Kategorie „Kříž u Křimic (Plzeň)“ na Wikimedia Commons                | 49°45′30″ s. š., 13°17′38″ v. d. |                                                                    | Dřevěný krucifix zasazený ve válcovitém kamenném dříku |
| Kříž v Božkově                    |      | Kategorie „Kříž v Božkově (Plzeň)“ na Wikimedia Commons               | 49°44′5″ s. š., 13°25′39″ v. d.  |                                                                    | Torzo kříže v podobě kamenného válcového dříku |
| Kříž nad Pramenní ulicí           |      | Kategorie „Kříž nad Pramenní ulicí (Plzeň)“ na Wikimedia Commons      | 49°45′38″ s. š., 13°22′54″ v. d. |                                                                    | Kovový krucifix v kamenném soklu |
| Pamětní kříž Barbory Pávové       |      | Kategorie „Pamětní kříž Barbory Pávové (Plzeň)“ na Wikimedia Commons  | 49°47′12″ s. š., 13°21′47″ v. d. |                                                                    | Kovový krucifix v kamenném soklu na památku násilné smrti patnáctileté Barbory Pávové, kterou kapesním nožem ubodala její kamarádka Marie Bíbová, když se spolu vracely z práce v bolevecké muničce. Marie Barboru oloupila o výplatu a nové boty s vysokými podpatky. Na současném místě za plotem lesního závodu byl kříž obnoven v roce 2009, původní kamenný kříž s iniciálami BP z roku 1916 byl uražen kolem roku 1940, podstavec zanikl při zřizování lesních školek po roce 1974. |
| Kříž U četníka                    | \|   | Kategorie „Category:Kříž u Četníka (Plzeň)“ na Wikimedia Commons      | 49°47′31″ s. š., 13°21′43″ v. d. |                                                                    | |